# 1491 w polityce
Wydarzenia polityczne w 1491 roku.

## Wydarzenia w Polsce
- 25 stycznia – zwycięstwo wojsk polsko-rusińskich nad Tatarami w bitwie pod Zasławiem.
- luty – bitwa pod Koszycami.
- 2 września-15 września – w Radomiu obradował sejm walny.

## Wydarzenia na świecie
- 3 maja – władca Konga Nzinga Nkuwu został ochrzczony przez Portugalczyków i przyjął imię Jan I.
- listopad – Perkin Warbeck rozpoczął w Irlandii kampanię o tron angielski.
- 25 listopada – rozpoczęło się oblężenie Grenady, ostatniej twierdzy Arabów w Hiszpanii.
- 6 grudnia – król Francji Karol VIII ożenił się z Anną Bretońską, co przypieczętowało wcielenie Bretanii do Francji.

## Urodzili się
- 10 maja – Suzanne de Bourbon, księżna Bourbon i Owernii (zm. 1521)
- 28 czerwca – Henryk VIII Tudor, król Anglii i Irlandii z dynastii Tudorów (zm. 1547)
- 26 października – Zhengde, cesarz chiński z dynastii Ming (zm. 1521)
- data nieznana – Lapu-Lapu, władca wyspy Mactan na Filipinach (zm. ok. 1542)

## Zmarli
- 19 stycznia – Dorota brandenburska, księżniczka brandenburska i meklemburska (ur. 1420)
- 13 lipca – Alfons, infant portugalski i książę Portugalii (ur. 1475)